# Nationalisme bangladais
Le nationalisme bangladais est une idéologie qui promeut l'identité territoriale des Bangladais. L'idéologie émerge à la fin des années 1970, popularisée par l'ancien président du Bangladesh Ziaur Rahman. L'histoire du nationalisme dans le pays remonte à l'époque coloniale, lorsque la région commence à être témoin de mouvements anticoloniaux contre l'Empire britannique. Bientôt, un sentiment de nationalisme religieux commence à émerger, qui est ensuite révolutionné en nationalisme ethnolinguistique. Après l'indépendance du Bangladesh en 1971, des dirigeants comme Ziaur Rahman commencent à promouvoir le nationalisme bangladais basé sur l'attachement territorial des Bangladais. Politiquement, le nationalisme bangladais est principalement professé par les partis politiques de centre-droit et de droite du Bangladesh, dirigés par le Parti nationaliste du Bangladesh,.

## Contexte
L'histoire du développement de l'identité territoriale et culturelle du Bangladesh coïncide avec l'apparition et le développement de la langue et de la littérature bengales, principalement pendant la période du sultanat du Bengale. Cette période reflète également le pluralisme religieux sous la forme d'une coexistence harmonieuse et d'une assimilation culturelle des hindous et des musulmans. Le sentiment d'un État-nation se développe encore ous le règne des Nawabs du Bengale. Le concept de nationalisme apparaît dans le pays après la rébellion indienne de 1857 au milieu du XIXe siècle, fondée sur le sentiment anticolonial sous la domination britannique. Ce nationalisme se transforme en une nouvelle version avec la partition du Bengale en 1905, fortement dénoncée par les hindous du Bengale occidental et soutenue par les musulmans du Bengale oriental. Même si la partition est annulée en 1911, elle a un impact significatif et durable sur la population et sème pour la première fois, les graines d'une dissonance communautaire hindous-musulmans. C'est le début d'un nationalisme religieux qui conduit finalement les musulmans à former un État séparé.
Après la formation du Pakistan, en peu de temps, l'idée de nationalisme religieux commence à céder la place à un sentiment de nationalisme ethnolinguistique parmi la population de ce qui est alors le Pakistan oriental, principalement causé par la discrimination culturelle, économique et politique des élites pakistanaises occidentales. Le mouvement linguistique de 1952 est la plus grande manifestation de ce nationalisme ethnolinguistique, qui devient plus tard le nationalisme bengali. Cela conduit à la revendication d'autonomie régionale pour l'Est du Pakistan, qui conduit finalement à l'indépendance du Bangladesh du Pakistan en 1971.

## Genèses
Après l'indépendance, le gouvernement de Sheikh Mujibur Rahman commence à promouvoir le nationalisme bengali, qui est également la base de l'indépendance du Bangladesh du Pakistan. Toutefois, le nationalisme fondé sur l'ethnicité bengali cause le rejet des peuples autochtones du Bangladesh. Le cheikh Mujib, rejetant les revendications de reconnaissance constitutionnelle de la culture et de l'identité tribales, exhorte les peuples autochtones à devenir bengalis. Insatisfaits des actes du gouvernement, les peuples autochtones des Chittagong Hill Tracts forment le parti politique du Parbatya Chattagram Jana Sanghati Samiti pour revendiquer l'autonomie.
Après l'assassinat du cheikh Mujibur Rahman en 1975 et plusieurs coups d'État et contre-coups, Ziaur Rahman prend le pouvoir en 1976 et se déclare président du Bangladesh. Dans une tentative de créer une identité territoriale par opposition à l'identité ethnolinguistique du nationalisme bengali, Ziaur Rahman a commencé à promouvoir l'idée du nationalisme bangladais. Dans un entretien, Ziaur Rahman a tenté de donner une définition exhaustive de cette idéologie.
À partir de cette époque, les citoyens du Bangladesh sont appelés Bangladais au lieu de Bengali. L'objectif principal de Zia serait, en encourageant cette nouvelle pensée, de distancer le pays de l'Inde voisine qui avait développé des liens étroits avec le gouvernement de Sheikh Mujib. Les partisans du nationalisme bangladais soutiennent que cette idéologie a un avantage sur le nationalisme bengali antérieur, en raison de son attrait territorial qui réussit à inclure les peuples autochtones du Bangladesh et distingue le peuple bangladais du peuple bengali de l'Inde. Selon Muhammad Ghulam Kabir, « Zia était motivée par le désir d'unifier le pays et d'affirmer davantage la souveraineté du Bangladesh ».

## Fondements théoriques et traits saillants
Les théories nationalistes traditionnelles sont à la base du nationalisme bangladais. Burhan Uddin Ahmed affirme qu'il y a quelques influences théoriques majeures d'Ernest Renan et de Max Weber sur l'idéologie. Une caractéristique majeure du nationalisme bangladais est la frontière territoriale du Bangladesh, qui met l'accent sur la protection de l'intégrité territoriale souveraine de l'État contre les forces expansionnistes et colonialistes. Ce concept territorial est décrit comme un concept inclusif qui intègre l'association de toutes les personnes vivant sur le territoire du Bangladesh, indépendamment de leur appartenance ethnique ou de leur religion,.
La notion de souveraineté renvoie également à la reconnaissance de la guerre d'indépendance 1971 sans laquelle, affirme Rahman, le nationalisme bangladais reste incomplet, car il sert de fondement à l'État-nation.
Rahman, tout en décrivant le nationalisme bangladais, introduit également l'idée d'un « système économique révolutionnaire pacifique » comme une caractéristique clé de l'idéologie. Selon lui, l'économie du Bangladesh, influencée par le socialisme, était en mauvais état en raison d'« années d'exploitation de style colonial ». Pour remédier à la détérioration de la situation, il faudrait réformer le système économique. Selon Mubashar Hasan, ce nouveau système économique était avant tout une « esquisse d'un système capitaliste ».

### Influences de l'islam
Tout en remplaçant le nationalisme bengali par le nationalisme bangladais comme l'un des principes fondamentaux, Ziaur Rahman supprime également le principe de la laïcité, qui était l'une des principales caractéristiques du nationalisme bengali et a inséré la phrase « confiance absolue et foi en Allah Tout-Puissant ». Les chercheurs soutiennent qu'il s'agissait d'une stratégie politique de Rahman pour gagner la confiance et le soutien des partis politiques de droite du Bangladesh,. Rahman aurait également l'intention de renforcer les relations du pays avec d'autres Etats musulmans, en particulier du Moyen-Orient. La loi a également contribué à différencier le pays de l'Inde voisine, un État à majorité hindoue.
Rahman promeut également la liberté religieuse en tant que composante du nationalisme bangladais. Mubashar Hasan déclare que la position de Rahman sur la liberté religieuse adhère au principe islamique du Tawhid ou « l'unité d'Allah », et que l'idée de Rahman de la liberté religieuse est basée sur « la voie islamique, pas une voie laïque libérale ». Cependant, Rahman avait rejeté la théocratie comme système de gouvernement au Bangladesh et avait estimé que « la religion ne devrait pas former le cadre idéologique d'un parti politique ».
Après l'assassinat de Ziaur Rahman en 1981, Hossain Mohammed Ershad, qui est au pouvoir après le coup d'État de 1982, nourrit aussi activement le nationalisme bangladais avec une priorité dimension islamique. Ershad doit compter sur l'appui des partis politiques de droite, car il n'a aucune base de soutien au sein de la Ligue Awami et du Parti nationaliste du Bangladesh. En 1988, Ershad prône une position plus radicale en déclarant l'islam religion d'État.

### Mouvement Shahbagh et nationalisme laïc
Le mouvement Shahbagh de 2013 commence par des manifestations de jeunes blogueurs et activistes pour réclamer la justice pénale contre les crimes de guerre perpétrés pendant la guerre de libération du Bangladesh. Le mouvement est décrit comme une manifestation du nationalisme culturel laïc,. Après une première critique sur les réseaux sociaux pour son incapacité à intégrer les peuples autochtones dans ses activités, le mouvement commence à changer ses slogans, notamment pour inclure les non-Bengalis.